# Adamastor Pitaco
Adaildo Alves Neres, mais conhecido por seu personagem Adamastor Pitaco, (Fortaleza, 1960) é um humorista, cantor e palestrante brasileiro.

## Biografia
Adaildo começou a carreira na década de 1980, usando o nome Bede do Humor, um apelido de infância. Criou o personagem Adamastor Pitaco, o "Lindão" – para um programa de televisão do Ceará. Segundo seu bordão, Adamastor "de um lado puxa ao pai e do outro puxa à mãe", em alusão à peruca com cabelo metade liso e metade crespo que Adaildo usa para compôr o personagem.
Passou a ter destaque nacional quando apresentou-se no programa Domingão do Faustão, em outubro de 1996, participando posteriormente de A Praça É Nossa durante seis meses, e Planeta Xuxa, a convite de Marlene Mattos, onde teve um quadro de humor, "A Risadinha do Dia", em abril de 1998, exibido durante um ano e nove meses.
No início de outubro de 2008, Adaildo passou por grave problema de saúde, quando teve um aneurisma cerebral do tipo hemorrágico e teve que ser internado às pressas no Hospital de Messejana e, de lá, conduzido à Unidade de Terapia Intensiva do Hospital Antônio Prudente, em Fortaleza.  Sobrevive milagrosamente, após passar por duas cirurgias. Deixou a UTI no final daquele mês.
Em 2009, lançou seu décimo primeiro álbum de músicas e piadas, intitulado Tô Nem Aí - O Ônzimo. Além de piadas e imitações, o personagem Adamastor Pitaco canta uma variedade de melôs, acompanhado sempre de seu violão. Adamastor também é torcedor fanático do Ceará Sporting Club.